# Susz (gmina)
Susz – gmina miejsko-wiejska w województwie warmińsko-mazurskim, w powiecie iławskim. W latach 1975–1998 gmina położona była w województwie elbląskim.
Siedziba gminy to Susz.
Według danych z 31 grudnia 2021 roku gminę zamieszkiwało 11 964 osób.

## Struktura powierzchni
Według danych z roku 2014 gmina Susz ma obszar 259,05 km², w tym:
- użytki rolne: 15 019 ha - 58%
- użytki leśne: 8 543 ha - 33%

Gmina stanowi 18,7% powierzchni powiatu.

## Demografia
Dane z 31.12.2021 roku
| Opis                              | Ogółem | Ogółem | Kobiety | Kobiety | Mężczyźni | Mężczyźni |
| --------------------------------- | ------ | ------ | ------- | ------- | --------- | --------- |
| jednostka                         | osób   | %      | osób    | %       | osób      | %         |
| populacja                         | 11 964 | 100    | 5 975   | 49,94   | 5989      | 50,06     |
| gęstość zaludnienia (mieszk./km²) | 46,20  | 46,20  | 23,07   | 23,07   | 23,13     | 23,13     |

- Piramida wieku mieszkańców gminy Susz w 2014 roku[2].

## Sołectwa
Adamowo, Babięty Wielkie, Bałoszyce, Bronowo, Brusiny, Chełmżyca, Czerwona Woda, Dąbrówka, Emilianowo, Falknowo, Grabowiec, Jakubowo Kisielickie, Januszewo, Jawty Małe, Jawty Wielkie, Kamieniec, Karolewo, Krzywiec, Lubnowy (wsie: Lubnowy Małe i Lubnowy Wielkie), Michałowo, Nipkowie, Olbrachtowo, Olbrachtówko, Piotrkowo, Redaki, Różnowo, Rudniki, Ulnowo, Żakowice.

## Pozostałe miejscowości
Babięty Małe, Bałoszyce Małe, Boleszów, Bornice, Brusiny Małe, Dolina, Fabianki, Falknowo Małe, Huta, Janowo, Lisiec, Piaski, Róża, Różanki, Rumunki, Stawiec, Wiśniówek, Wądoły, Zieleń, Zofiówka.

## Sąsiednie gminy
Iława, Kisielice, Prabuty, Stary Dzierzgoń, Zalewo